# Фотина Самарянка
Фотина Самарянка е самарянска мъченица.
Без да се споменава нейно лично име, тя присъства в епизод от Евангелие от Йоан, в който Иисус Христос разговаря с нея край кладенец в Самария.[Иоан. 4:4 – 26] Според православната традиция, след срещата си с Христос жената, на име Фотина, става християнка. Заедно със семейството си тя проповядва в Картаген, а след това в Рим, където при гоненията срещу християните на император Нерон е подложена на изтезания и убита.
Православната църква отбелязва паметта на Фотина Самарянка на 20 март, както и на петата неделя след Пасха, наричана Неделя на Самарянката.